# لي آدامز
لي آدامز (بالإنجليزية: Lee Adams)‏ هو ملحن وكاتب أغاني وشاعر أمريكي، ولد في 14 أغسطس 1924 في مانسفيلد في الولايات المتحدة.

## وصلات خارجية
- لي آدامز على موقع IMDb (الإنجليزية)
- لي آدامز على موقع ميوزك برينز (الإنجليزية)
- لي آدامز على موقع قاعدة بيانات برودواي على الإنترنت (الإنجليزية)
- لي آدامز على موقع إن إن دي بي (الإنجليزية)
- لي آدامز على موقع أول ميوزيك (الإنجليزية)
- لي آدامز على موقع ديسكوغز (الإنجليزية)
- لي آدامز على موقع قاعدة بيانات الفيلم (الإنجليزية)